# Trillingerne fra Belleville
Trillingerne fra Belleville er en fransk tegnefilm fra 2003.

## Handling
Champion er en lidt småfed knægt med interesse for absolut ingenting. Hans liv forandres dog, da han af sin bedstemor får en cykel og bliver klar til at deltage i Tour de France. Han bortføres af den franske mafia og så må den bedagede syngegruppe "Trillingerne fra Belleville" og bedstemor tage affære.

## Priser
Filmen fik i 2004 prisen César for bedste musik skrevet til en film.